# Tachysurus fulvidraco
Tachysurus fulvidraco es una especie de peces de la familia Bagridae en el orden de los Siluriformes.

## Morfología
• Los machos pueden llegar alcanzar los 34,5 cm de longitud total.

## Distribución geográfica
Se encuentra desde Laos y Vietnam hasta el sureste de Siberia, incluyendo la cuenca del río Amur.